# Bet Qeshet
Bet Qeshet (hebreiska: בית קשת) är en ort i Israel.   Den ligger i distriktet Norra distriktet, i den norra delen av landet. Bet Qeshet ligger 194 meter över havet och antalet invånare är 200.
Terrängen runt Bet Qeshet är kuperad norrut, men söderut är den platt.Runt Bet Qeshet är det ganska tätbefolkat, med 172 invånare per kvadratkilometer. Närmaste större samhälle är Nasaret, 8,7 km väster om Bet Qeshet. Trakten runt Bet Qeshet består till största delen av jordbruksmark.